# 李健 (1977年)
李健（1977年12月9日—），男，天津人，中国足球守门员，曾经入选过国家队。

## 生平
李健曾经入选健力宝青年队，并随队前往巴西训练。1998年回国，同另一天津籍球员张效瑞回到家乡球队天津泰达，但并没有获得出场机会。1999年转会至八一队，作为李雷雷之后的二号门将。中超联赛设立之初，李健效力于联赛中最弱的重庆力帆，几乎每场比赛都要化解对手大量的进攻，以其出色的表现吸引了各界的注意力。但到了2005年，他在对阵北京国安的比赛下半场并无伤病的情况下突然主动要求被换下场，并随之离开了赛场，成为其职业生涯颇被外界揣测的转折点。之后连续三年他都被重庆力帆挂牌，其中虽然有过被辽宁摘牌的消息，但是始终没有能够成功转会，随后退役。